# 洛伦茨国家公园
洛倫茨國家公園位在印度尼西亞的巴布亚省，新幾內亞島的西邊，面積25,056 km2 （9,674 mi2），是東南亞最大的國家公園，在1999年被聯合國教科文組織指定為世界遺產。
洛倫茨國家公園是新幾內亞優秀生物多樣性的例子之一，是世界上有最多生物多樣性的國家公園之一。是亞太地區的自然保護區中唯一包括所有海拔的生態系，包括海洋區域、红树林、潮間帶及淡水沼泽森林、低地及山地、雨林、高山苔原、及赤道冰川。查亞峰高4884公尺。
國際鳥盟稱洛倫茨國家公園為「可能是新幾內亞最重要的單一保留區。」。其中包括世界自然基金会中Global 200中的五個生態區：南新幾內亞低地森林、新幾內亞山地森林、新几内亚中央山脉亚高山草原、新几内亚红树林以及新幾內亞河流及水體。
洛倫茨國家公園中有許多尚未列在地圖內，也未开发的领域，其中必定還有許多科學界還不知道的植物及動物。也少有文獻記錄當地社群的植物學及動物學。
洛倫茨國家公園是因亨德里克斯·阿尔贝图斯·洛伦茨（Hendrikus Albertus Lorentz）而得名，他是荷蘭探險家，在1909年至1910年的探險中通過此區域。

## 動物

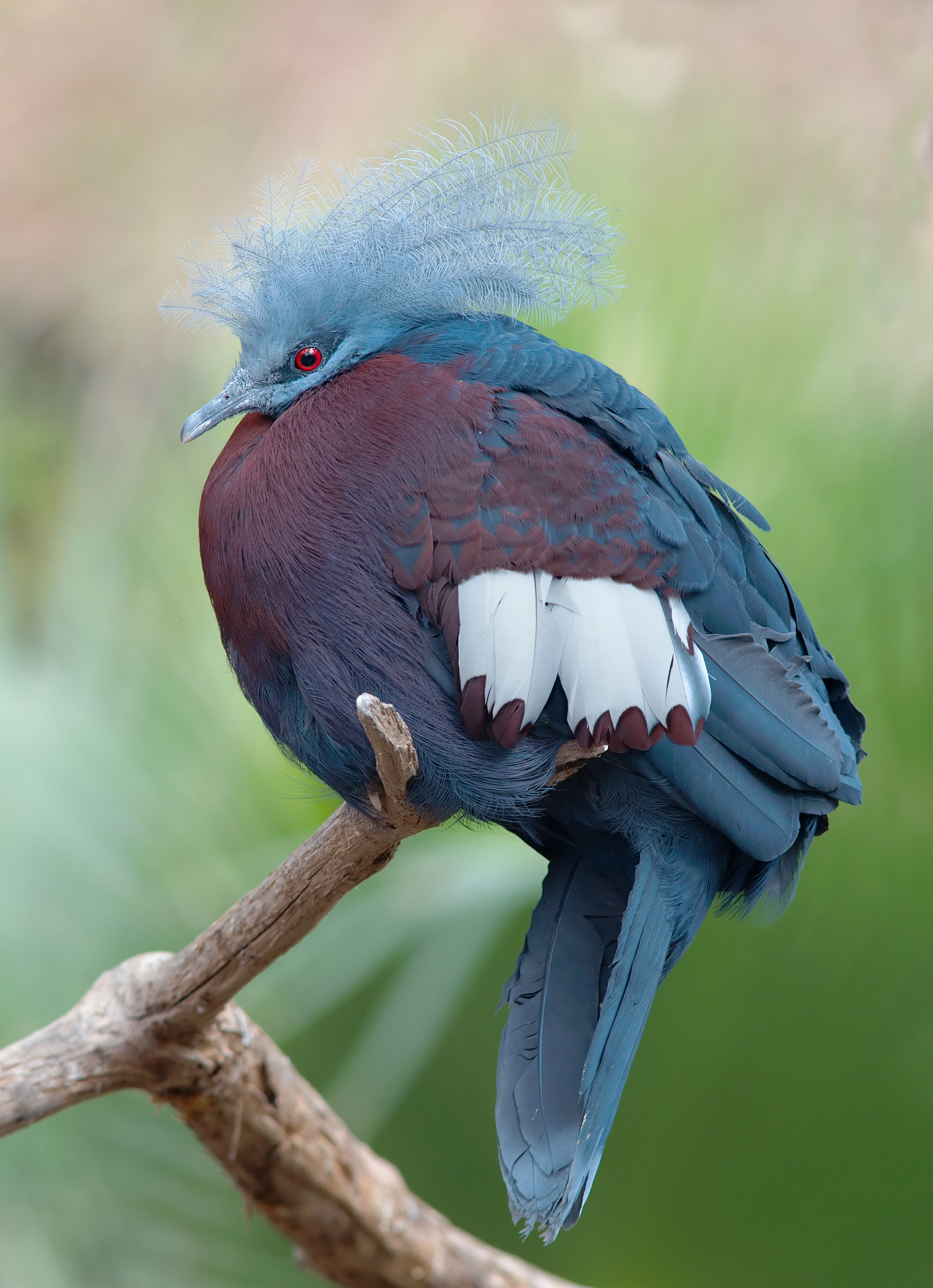
紫胸鳳冠鳩分布在新幾內亞的南部低地森林中

洛伦茨国家公园有紀錄的鳥類品種有630種（佔巴布亞省鳥類品種總數的70%），哺乳類有123種。鳥類包括有2種鹤鸵、31種鴿子及鸠鸽；31種凤头鹦鹉、13種翠鸟及29種太阳鸟科。六種是蘇狄爾曼區域的特有種，包括雪山鵪鶉及雪山知更、26種是中巴布亞省的特有種，6種是巴布亞省南部低地的特有種。受威脅物種有南方鶴鴕、紫胸鳳冠鳩、派斯奎特氏鹦鹉、萨尔瓦多水鸭、及麦氏食蜜鳥。
哺乳類包括原针鼹属、澳洲针鼹、四種袋貂以及小袋鼠、袋鼬属、樹袋鼠及袋鼬。蘇狄爾曼區域的特有種有dingiso，是一種在1995年才發現的樹袋鼠。

## 人類居住及文化
国家公园在二萬五千年之前就已有人居住。洛伦茨森林是八個原住民部落的傳統居住地，包括阿斯馬特族、阿蒙么族、達尼族、Sempan族及Nduga族。估計目前的人口約在六千三百人到一萬人之間。
一般普遍認為若這個公園需要保護其生物多樣性，其保育管理策略需要將住民的需要及愿望考慮進去。而且文化多樣性是另一個評量此國家公園是否成功的關鍵。

## 生態威脅
洛伦茨国家公园生物多樣性的主要威脅包括商業伐木、農業、礦業/石油/天然氣的開發，非法的道路建設，偷獵，全球暖化也帶來一定程度的威脅。
2005年時，國家公園內沒有任何商業伐木或是其他大規模的威脅記錄。沒有進行森林調整計劃，而農業的調整也很少。偷獵是已知比較嚴重的問題。費利浦·麥克莫蘭銅金公司在國家公園的北邊及西邊開採金礦及銅礦，已有數十年之久，但沒有進入國家公園。國家公園內以及其北邊的石油探戡仍在進行中。
洛伦茨国家公园的生物多樣性非常的良好，目前還沒有伐木及其他威脅，但未來有可能造成威脅。氣候變遷是一個很實際的威脅，但其對洛伦茨国家公园的具體影響還難以確認。

## 保護情形
洛伦茨地區第一次正式的保護是在1919年荷屬東印度政府設置洛倫茲自然紀念碑時，當時保護區域為3,000平方公里的核心區域。1978年時，印尼政府設置了自然保護區，面積21,500平方公里。洛伦茨国家公园是在1997年設置，總面積25,056平方公里，包括東邊的海岸及海域。
洛伦茨国家公园在1999年列為世界文化遺產，不過因為其中有1,500平方公里的區域有在開採礦產，被排除在世界文化遺產的範圍外。
到2005年為止，洛伦茨国家公园沒有職員也沒有警衛，國家公園的成功不是因為外在的要求或強制，而是因為當地族群的了解，並且參與保育工作。許多保育團體也在洛伦茨這一帶工作。
2006年時印尼林業部設置了洛伦茨国家公园的管理架構，也就是洛伦茨国家公园管理局，辦公室在瓦梅納，管理局只有在2007年運作，在2008年中職員人數到達44人。不過2008年的UNESCO監測團承認因為缺乏經費、經驗及設備，管理局的功能嚴重的受限。

## 延伸閱讀
- Petocz, Ronald G. (1989). Conservation and Development in Irian Jaya. Leiden: E.J. Brill.

## 外部連結
- Lorentz National Park Bureau （页面存档备份，存于） （印尼文）
- UNESCO Data on Lorentz （页面存档备份，存于）
- Indo-Pacific Conservation Alliance Project — Facilitating Community-Driven Conservation and Strengthening Local Cultural Institutions in the Greater Lorentz Lowlands
- Birdlife EBA Factsheet: South Papuan Lowlands （页面存档备份，存于）